# Stephan Veenboer
Stephan Veenboer (Amsterdam, 29 november 1987) is een Nederlandse doelman die sinds 2013 speelt bij Almere City.

## Carrière
Voor aanvang van het seizoen 2007/2008 maakt Stephan Veenboer de overstap van de amateurs van AFC naar Vitesse, waar hij een contract tekent voor één seizoen. Hij wordt gehaald als derde doelman en speelt zijn wedstrijden in het tweede elftal van Vitesse. Na een schorsing van eerste doelman Piet Velthuizen en een blessure bij zijn stand-in Balázs Rabóczki, maakt Veenboer op 15 maart 2008 tegen FC Twente zijn debuut in het betaald voetbal. In diezelfde week werd Veenboer al opgenomen in de voorselectie van het Nederlands beloftenelftal (onder 21) voor de oefenwedstrijd tegen Tunesië. Een week later werd Veenboer ook opgenomen in de definitieve selectie van het Nederlands beloften elftal en maakte tegen Jong Tunesië zijn debuut.
In het seizoen 2009/2010 stapte Veenboer over naar hoofdklasser Zwaluwen '30 uit Hoorn, waar hij de rol als eerste doelman op zich nam.

## Clubstatistieken
| seizoen     | club         | land      | competitie     | duels | goals | zonder tegendoelpunt |
| ----------- | ------------ | --------- | -------------- | ----- | ----- | -------------------- |
| 2007/08     | Vitesse      | Nederland | Eredivisie     | 1     | 0     | 0                    |
| 2008/09     | AFC          | Nederland | Derde klasse   | ?     | ?     | ?                    |
| 2009/10     | Zwaluwen '30 | Nederland | Hoofdklasse    | ?     | ?     | ?                    |
| 2011/12     | Telstar      | Nederland | Eerste divisie | 12    | 0     | ?                    |
| 2012/13     | Telstar      | Nederland | Eerste divisie | 0     | 0     | 0                    |
| 2013/14     | Almere City  | Nederland | Eerste divisie | 0     | 0     | 0                    |
| Bijgewerkt: | 20-aug.-2012 |           | Totaal         | 13    | 0     | 0                    |